# Велики адмирал Трон
Велики адмирал Трон је измишљени лик из проширеног универзума Звезданих ратова који се по први пут појављује у трилогији романа Тимотија Зана.